# Ascher Löw

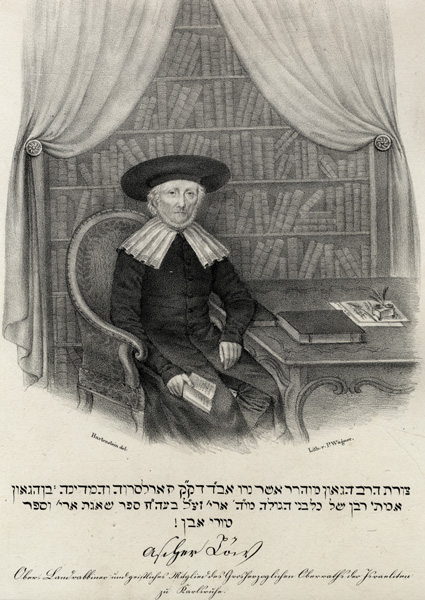
Rabbi Ascher Löw, um 1820

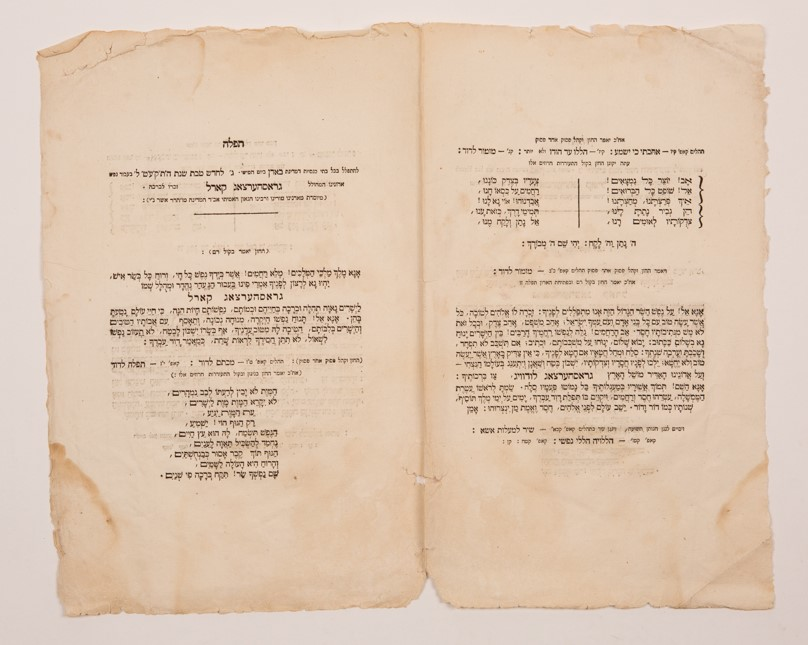
Gebet für das Seelenheil des verstorbenen Grossherzogs Karl, verfasst von Ascher Loew, 31. Dezember 1819, Baden, Deutschland. In der Sammlung des Jüdischen Museums der Schweiz.

Ascher Löw (auch: Ascher Löw Wallerstein, geboren 1754 in Minsk; gestorben am 23. Juli 1837 in Karlsruhe) war Oberlandesrabbiner im Großherzogtum Baden, Talmudgelehrter und Mitglied des badischen Oberrats der Israeliten.

## Familie und Werdegang
Ascher Löw (hebräisch אשר בן אריה לייב), Sohn des Rabbiners Aryeh Löb ben Ascher(-Günzburg), genannt Scha'agat Arjeh („Brüllen des Löwen“), wurde im damaligen Litauen, heute Belarus geboren und wuchs in Smilowitz (Smilovichi), Volozhin, Minsk, Glogau, Frankfurt am Main und seit 1765 in Metz auf. Er wurde von seinem Vater unterrichtet, in Metz auch von Rabbiner Meir, seit 1769 an der Jeschiwa seines Vaters.

## Rabbinat
1783, nach seiner Semicha, trat Ascher Löw seine erste Rabbinatsstelle in Niederwerrn bei Schweinfurt an, wo er Gitel, die Tochter des Hoffaktors Samuel Wolf heiratete Er wurde Nachfolger seines Schwiegervaters als Landesrabbiner der würzburgischen Ritterschaft. Zwei Jahre später wechselte er in das bayerische Wallerstein und übernahm dort das Amt des Landesrabbiners. 1809 folgte er einem Ruf nach Karlsruhe als Oberlandes- und Stadtrabbiner sowie geistliches Mitglied des Oberrats der Israeliten. Angebote aus Metz und Paris hatte er hierfür ausgeschlagen. Im neu geschaffenen Oberrat in Karlsruhe war Rabbi Ascher Löw zuständig für den Religionsunterricht, die Festlegung des Studienpensums und das Ehewesen. Er war neben seinem umfassenden Talmudwissen auch in deutscher, französischer und italienischer Literatur bewandert und galt als streng orthodox, zugleich aber aufgeschlossen z. B. für Reformen des Schulsystems.
Bis zu 200 Schüler zählten zu seinem Karlsruher Umkreis, darunter auch der spätere Altonaer Rabbiner Jakob Ettlinger. Weitere namhafte Schüler waren Abraham J. Adler (Worms), Jakob Auerbach, Moses Bloch, Löb Bodenheimer, Löb Ettlinger, Isaac Friedberg, Jakob Löwenstein, Moses Präger, Leopold Schott, Elias und Benjamin Willstätter sowie sein Sohn Abraham. Als Rabbiner Löw erkrankte und erblindete, trat 1827 der Karlsruher Rabbinatskandidat Elias Willstätter als Assistent an seine Seite.
Das schriftliche Werk von Rabbiner Löw ist größtenteils nicht überliefert. In dem Responsenwerk seines Vaters She'elot u-Teshubot Sha'agat ha-Arye ha-Hadashot (postum gedruckt Wilna 1873) sind mutmaßlich Passagen von Ascher Löw enthalten.
Ein Sohn, Abraham, ging aus der Ehe mit Gitel hervor.
In zweiter Ehe heiratete er Sara Worms aus Saarlouis, Witwe des Mainzer Oberrabbiners Samuel Wolf Levi (1751–1813). Sie starb 1854 in Gießen.
Rabbiner Löw ist auf dem Jüdischen Friedhof an der Kriegsstraße in Karlsruhe begraben.

## Schriften
- Ascher Löw: Rede, gehalten am 31. Dezember 1818 bey dem Trauergottesdienste für seine königl. Hoheit den hochseligen Großherzog Karl: in der Synagoge zu Karlsruhe vom Großherzogl. Oberrathe und Oberlandrabbiner. Karlsruhe: Müller, [1819].